# Planchonella cotinifolia
Pouteria cotinifolia là một loài thực vật có hoa trong họ Hồng xiêm. Loài này được (A.DC.) Dubard miêu tả khoa học đầu tiên năm 1912.